# Sphaeramiini
Die Sphaeramiini sind eine Tribus der Kardinalbarsche (Apogonidae). Alle Arten der sechs Gattungen kommen im küstennahen tropischen Indopazifik von der Küste Ostafrikas, bis Japan, der Küste Nordaustraliens und östlich bis zu den Line Islands und Französisch-Polynesien vor.

## Merkmale
Im Vergleich zu anderen Kardinalbarschen sind die Sphaeramiini relativ hochrückig. Sie sind mit Kammschuppen bedeckt. Lediglich eine bis drei Schuppen vor der Rückenflosse können auch Rundschuppen sein. Die Schwanzflosse ist gegabelt, spatenförmig oder abgerundet mit 15 verzweigten Flossenstrahlen. Die Hypuralia sind frei oder 1+2 sowie 3+4 sind zusammengewachsen. Ober-, Unterkiefer und Gaumen sind mit schlanken Zähne besetzt, die in einer oder mehreren Reihen stehen. Die Supramaxillare, ein Knochen des Oberkiefers, ist nicht vorhanden. Der Grat des Vorkiemendeckels (Preoperculum) ist glatt, die Ränder gesägt. Magen und Darm sind hell oder schwarz mit einem hellen Peritoneum.
- Flossenformel: Dorsale 1 VII–VIII, Dorsale 2 I/9–14; Anale II/8–13, Pectorale 13–17, Caudale 9+8.
- Schuppenformel: SL 23–27, jeweils mit mehreren Poren.
- Kiemenrechen: 7–38.
- Wirbel 10+14 o. 10+15.

Der dritte oder vierte Stachel der Rückenflosse ist der längste, der achte ist reduziert und kaum sichtbar oder liegt unter der Haut. Er wird von einem freien, sechsten Flossenträger gestützt. Der erste segmentierte Flossenstrahl in der zweiten Rückenflosse ist verzweigt, der erste Afterflossenstrahl segmentiert und verzweigt.

## Gattungen und Arten
Es gibt sechs Gattungen:

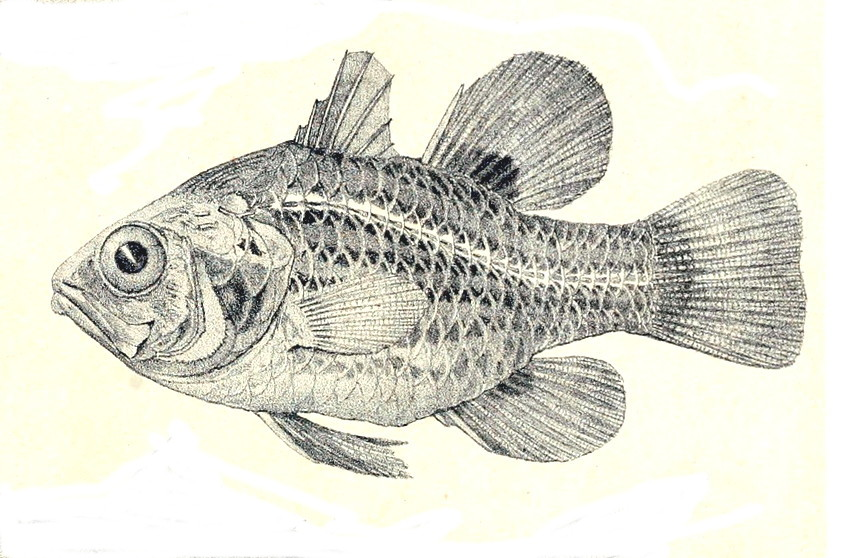
Apogonichthyoides brevicaudatus

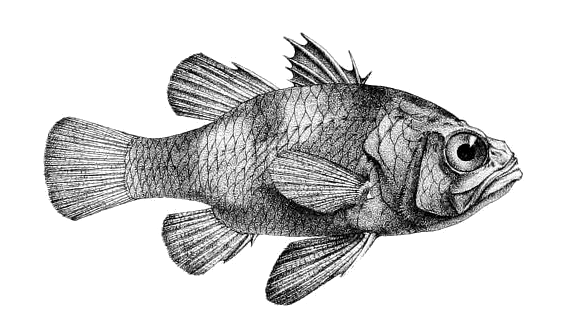
Apogonichthyoides nigripinnis

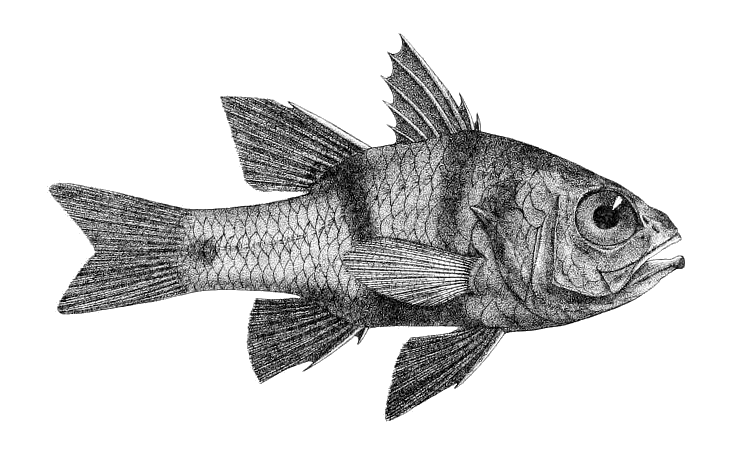
Apogonichthyoides taeniatus

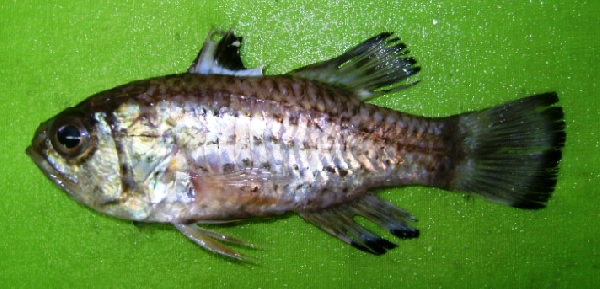
Jaydia queketti

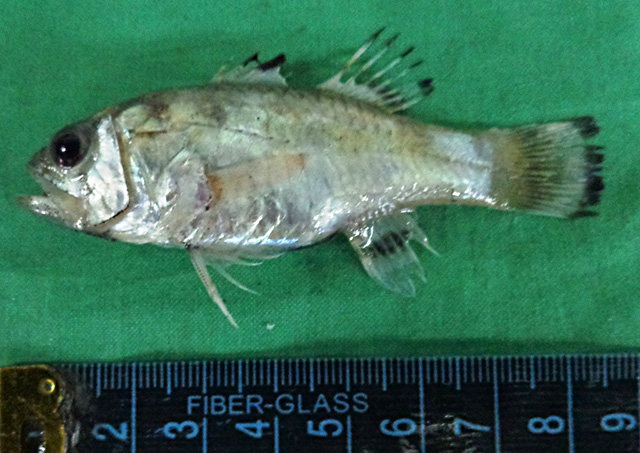
Jaydia truncata

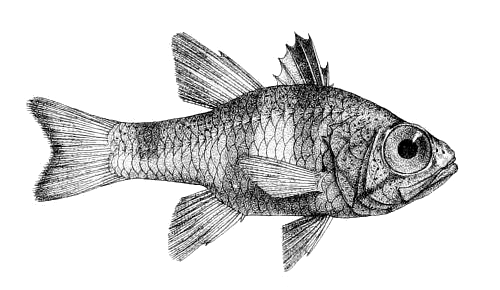
Nectamia savayensis

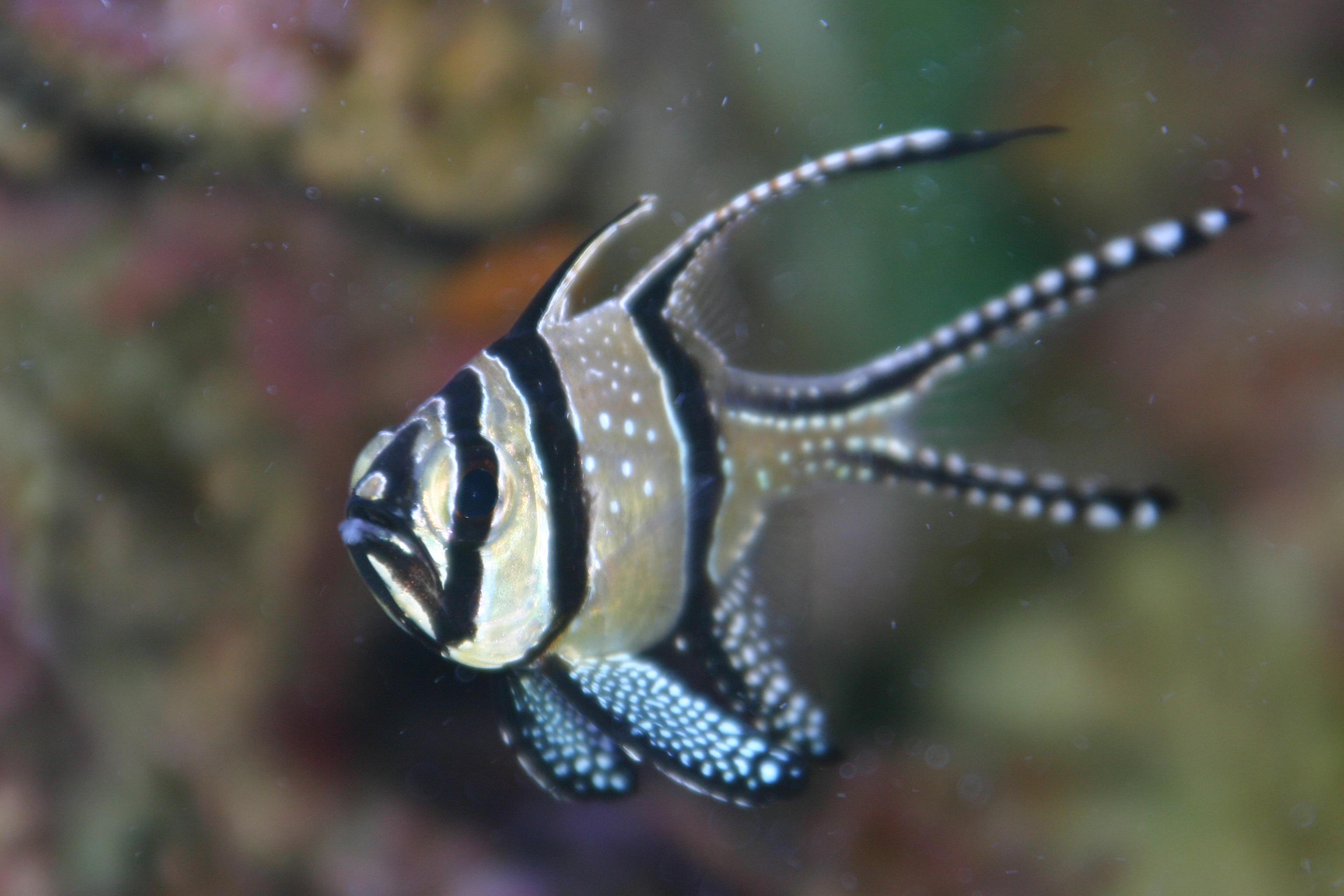
Pterapogon kauderni

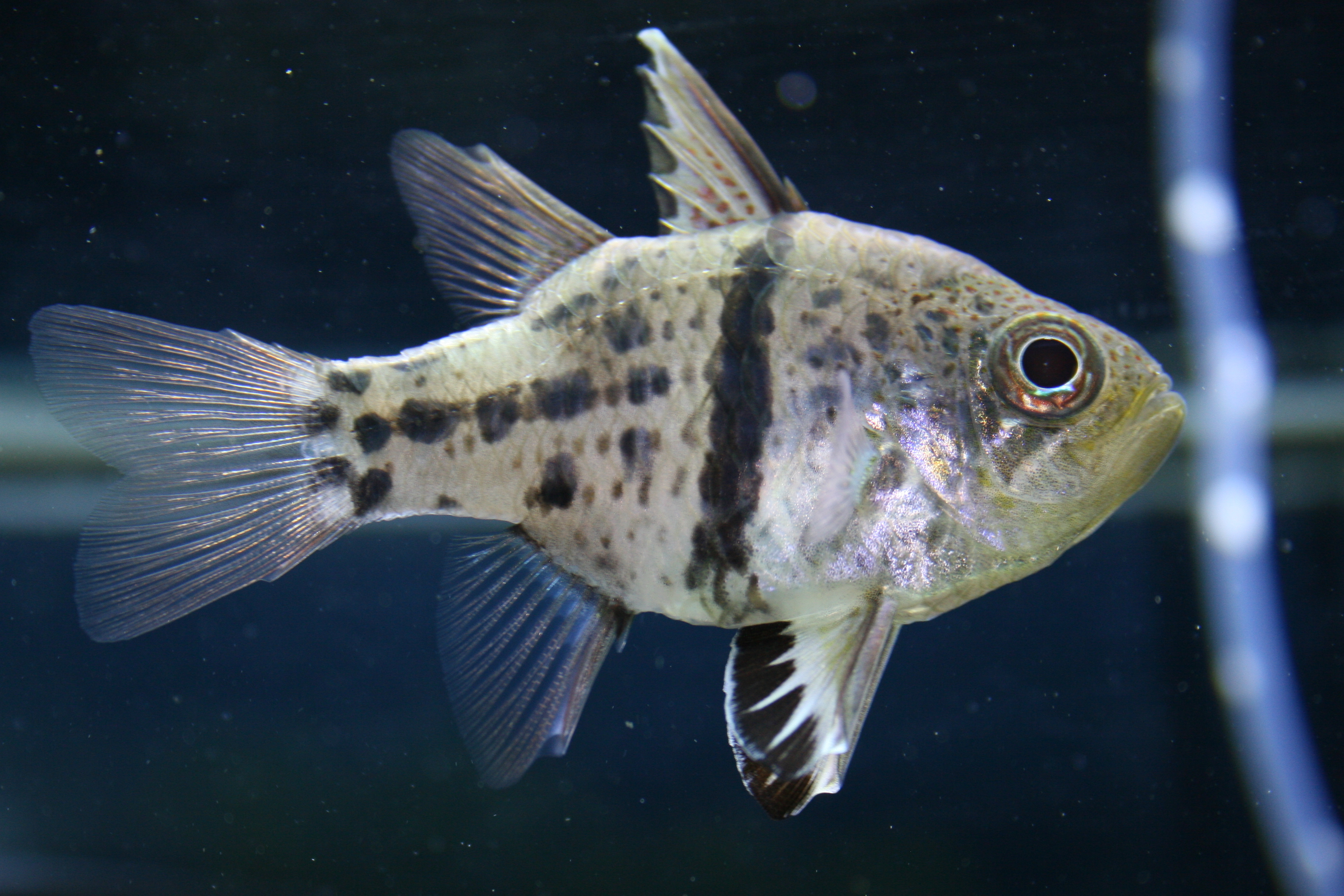
Sphaeramia orbicularis

- Gattung Apogonichthyoides Smith, 1949.
  - Apogonichthyoides atripes (Ogilby, 1916)
  - Apogonichthyoides brevicaudatus (Weber, 1909)
  - Apogonichthyoides cantoris (Bleeker, 1851)
  - Apogonichthyoides cathetogramma (Tanaka 1917)
  - Apogonichthyoides chrysurus (Ogilby, 1889)
  - Apogonichthyoides enigmaticus Smith 1961
  - Apogonichthyoides erdmanni Fraser & Allen, 2011
  - Apogonichthyoides euspilotus (Fraser, 2006)
  - Apogonichthyoides gardineri (Regan, 1908)
  - Apogonichthyoides heptastygma (Cuvier, 1828)
  - Apogonichthyoides miniatus Fraser, 2010
  - Apogonichthyoides maculipinnis (Regan 1908)
  - Apogonichthyoides niger (Döderlein, 1883)
  - Apogonichthyoides nigripinnis (Cuvier, 1828)
  - Apogonichthyoides opercularis (Macleay, 1878)
  - Apogonichthyoides pharaonis (Bellotti, 1874)
  - Apogonichthyoides pseudotaeniatus (Gon, 1986)
  - Apogonichthyoides regani (Whitley, 1951)
  - Apogonichthyoides sialis (Jordan & Thompson, 1914)
  - Apogonichthyoides taeniatus (Cuvier, 1828)
  - Apogonichthyoides timorensis (Bleeker, 1854)
  - Apogonichthyoides umbratilis Fraser & Allen, 2010
  - Apogonichthyoides uninotatus (Smith & Radcliffe, 1912)
- Gattung Jaydia Smith 1961
  - Jaydia albomarginatus (Smith & Radcliffe in Radcliffe 1912)
  - Jaydia argyrogaster (Weber, 1909)
  - Jaydia carinatus (Cuvier in Cuvier & Valenciennes 1828)
  - Jaydia catalai (Fourmanoir 1973)
  - Jaydia erythrophthalma Gon et al., 2015
  - Jaydia hungi (Fourmanoir & Do-Thi 1965)
  - Jaydia lineata (Temminck & Schlegel 1842)
  - Jaydia melanopus (Weber, 1911)
  - Jaydia novaeguineae (Valenciennes 1832)
  - Jaydia photogaster (Gon & Allen, 1998)
  - Jaydia poecilopterus (Cuvier in Cuvier & Valenciennes 1828)
  - Jaydia quartus (Fraser 2000)
  - Jaydia queketti (Gilchrist, 1903)
  - Jaydia smithi Kotthaus 1970
  - Jaydia striata (Smith & Radcliffe in Radcliffe 1912)
  - Jaydia striatodes (Gon 1997)
  - Jaydia truncata (Bleeker 1854)
- Gattung Nectamia
  - Nectamia annularis (Rüppell, 1829)
  - Nectamia bandanensis (Bleeker, 1854)
  - Nectamia fusca (Quoy & Gaimard, 1825)
  - Nectamia ignitops Fraser, 2008
  - Nectamia luxuria Fraser, 2008
  - Nectamia savayensis (Günther, 1872)
  - Nectamia similis Fraser, 2008
  - Nectamia viria Fraser, 2008
  - Nectamia zebrinus (Fraser Randall & Lachner 1999)
- Gattung Pterapogon Koumans, 1933.
  - Banggai-Kardinalbarsch (Pterapogon kauderni) Koumans, 1933.
- Gattung Quinca Mees, 1966
  - Quinca mirifica (Mees, 1966)
- Gattung Sphaeramia Fowler & Bean, 1930
  - Pyjama-Kardinalbarsch (Sphaeramia nematoptera) (Bleeker, 1856).
  - Gürtel-Kardinalbarsch (Sphaeramia orbicularis) (Cuvier, 1828).
- Gattung Xeniamia Fraser & Prokofiev, 2016
  - Xeniamia atrithorax Fraser & Prokofiev, 2016